# Capichabesia rarissima
Genre
Espèce
Capichabesia rarissima, unique représentant du genre Capichabesia, est une espèce d'opilions laniatores de la famille des Gonyleptidae.

## Distribution
Cette espèce est endémique d'Espírito Santo au Brésil. Elle se rencontre vers Santa Leopoldina.

## Description
L'holotype mesure 4 mm.

## Publication originale
- Soares, 1944 : « Contribuição ao estudo dos opiliões do estado do Espírito Santo. » Papeis Avulsos do Departamento de Zoologia, vol. 6, p. 143–156.